# Fejervarya nicobariensis
Fejervarya nicobariensis är en groddjursart som först beskrevs av Ferdinand Stoliczka 1870.  Fejervarya nicobariensis ingår i släktet Fejervarya och familjen Dicroglossidae. IUCN kategoriserar arten globalt som starkt hotad. Inga underarter finns listade i Catalogue of Life.